# Eugène Chevreul

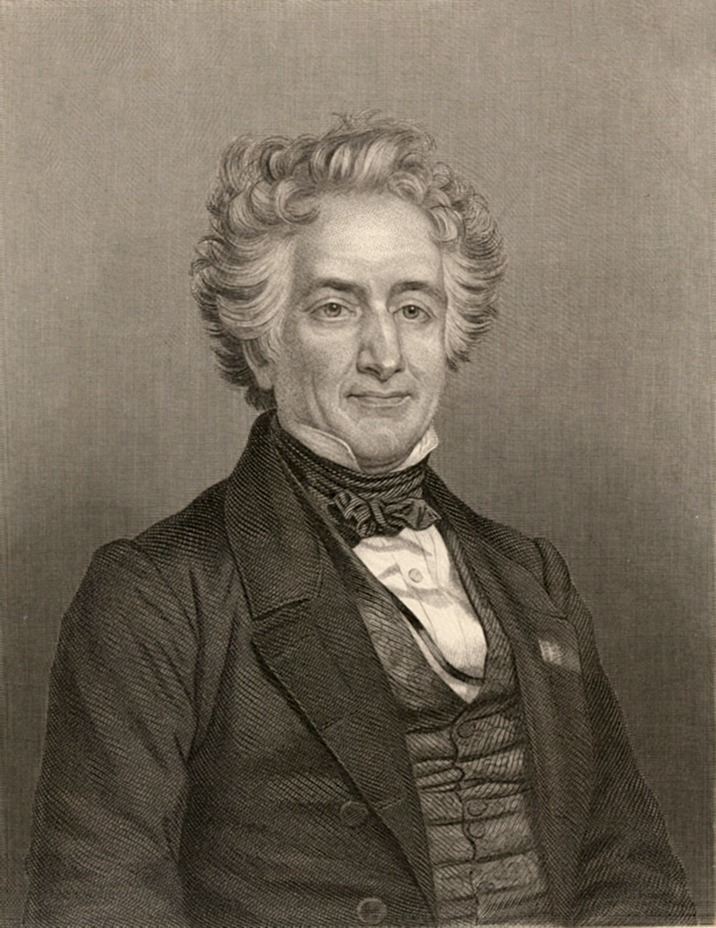
Michel Eugène Chevreul
(Stich nach einem Gemälde von Nicolas-Eustache Maurin)

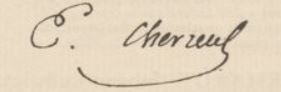
Unterschrift Eugène Chevreuls

Michel Eugène Chevreul (* 31. August 1786 in Angers, Frankreich; † 9. April 1889 in Paris) war ein französischer Chemiker, Grundlagenforscher auf dem Gebiet Fettsynthese, Begründer der Fettchemie und der modernen Theorie der Farben.

## Leben

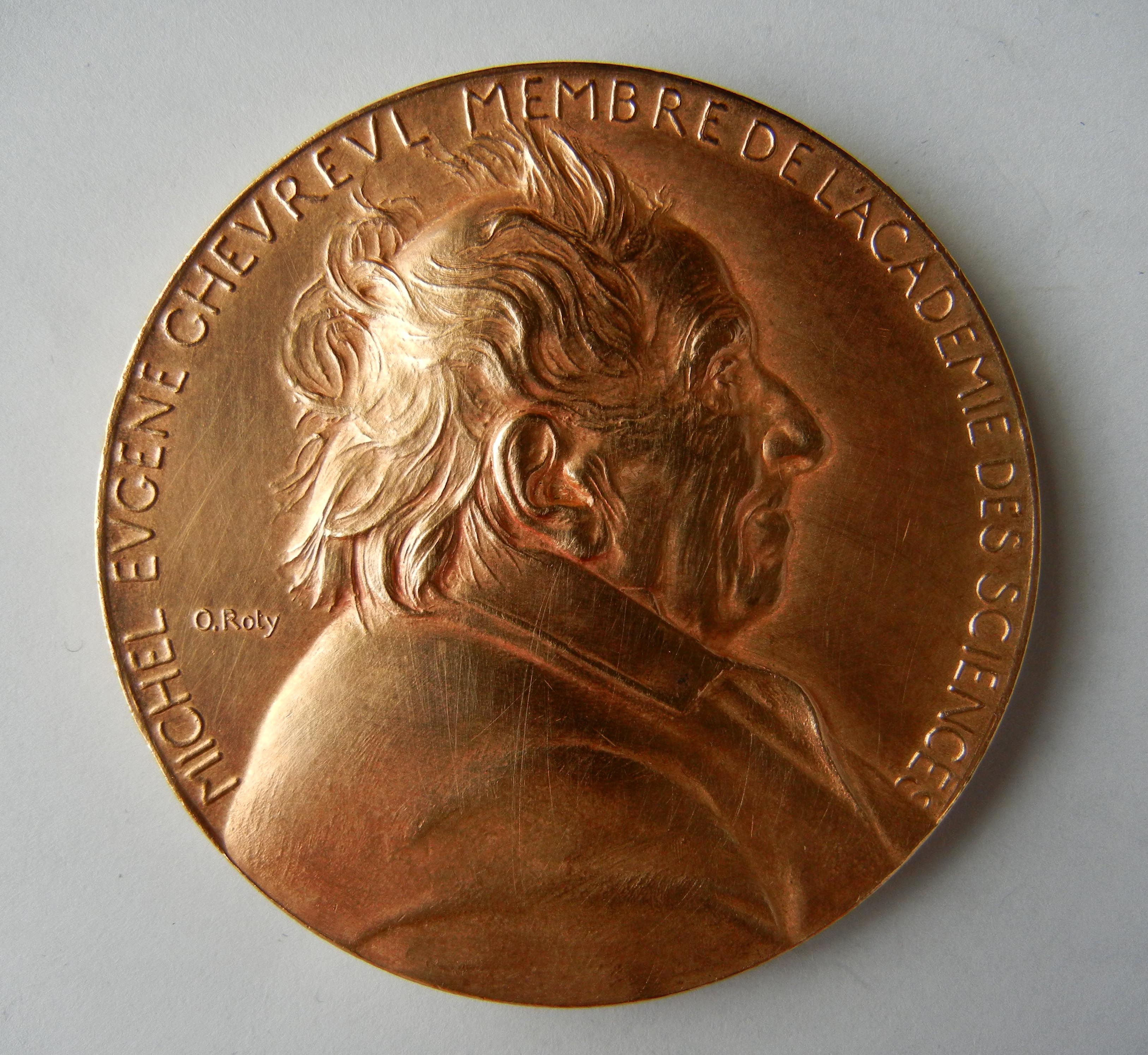
Anlässlich von Chevreuls 100. Geburtstag herausgegebene Medaille, gestaltet von Louis-Oscar Roty (1846–1911)

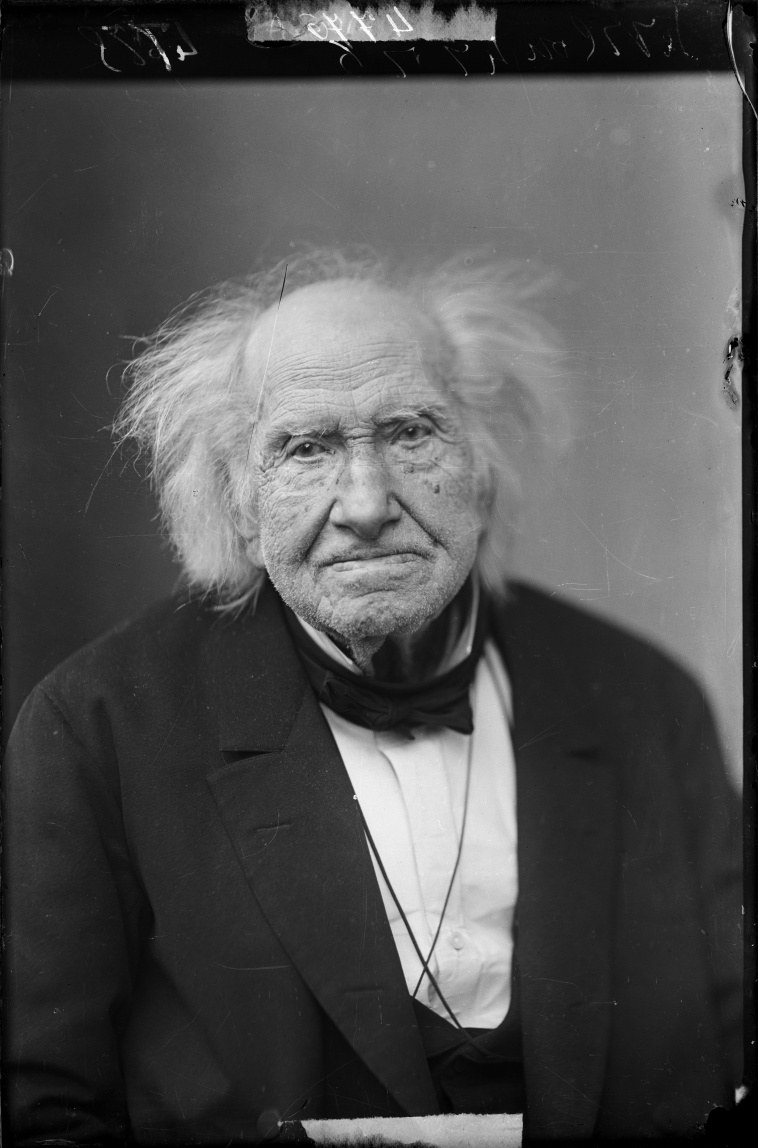
Chevreul im 100. Lebensjahr (Photographie von Nadar, 1886)

Eugène Chevreuls Vater war ein hoch angesehener Chirurg. Er besuchte ab 1799 die École Centrale von Angers und lernte dort Latein, Griechisch, Italienisch, Mineralogie, Physik und Chemie. Im Jahr 1803 zog er nach Paris und studierte bei Antoine François de Fourcroy und Louis-Nicolas Vauquelin. Im Jahr 1804 erhielt Vauquelin den Lehrstuhl für angewandte Chemie am Muséum national d’histoire naturelle, und Chevreul wurde sein Assistent. Im Jahr 1813 wurde Chevreul Professor für Naturwissenschaften am Lycée Charlemagne.
Im Jahr 1818 heiratete er Sophie Davalet (1794–1862). Die beiden hatten einen Sohn, Henri Chevreul (1819–1889).
Chevreul meldete ein Patent für nicht tropfende Kerzen an und gründete zusammen mit Joseph Louis Gay-Lussac im Jahr 1824 eine Kerzenmanufaktur.
1824 wurde er von Ludwig XVIII. zum Direktor der Gobelin-Manufaktur ernannt.
Nebenbei unterrichtete er weiter am Lycée Charlemagne und arbeitete an einem zweibändigen Werk zur organischen Analyse.
1826 wurde Chevreul Mitglied der Académie des sciences und auswärtiges Mitglied („Foreign Member“) der Royal Society.
1830 fertigte Chevreul ein Buch über die Farbenlehre an, es wurde jedoch erst im Jahr 1839 verlegt (De la Loi du Contraste Simultané des Couleurs).
Im Jahr 1832 wurde er Mitglied der Société Royale d’Agriculture und war seit 1849 ihr Präsident. Seit 1834 war er korrespondierendes Mitglied der Preußischen Akademie der Wissenschaften und seit 1853 der Russischen Akademie der Wissenschaften sowie seit 1858 auswärtiges Mitglied der Bayerischen Akademie der Wissenschaften. Im Jahr 1860 wurde er zum Mitglied der Leopoldina gewählt.
Er war zuerst 1836 und zuletzt 1879 Direktor des Muséum national d’histoire naturelle.
Im Jahr 1862 starb seine Frau. 1865 wurde er zum auswärtigen Mitglied der Göttinger Akademie der Wissenschaften und im Dezember 1866 zum Ehrenmitglied (Honorary Fellow) der Royal Society of Edinburgh gewählt. 1868 wurde Chevreul in die American Academy of Arts and Sciences aufgenommen, 1883 in die National Academy of Sciences und 1875 in die Académie royale des Sciences, des Lettres et des Beaux-Arts de Belgique.
Anlässlich seines 101. Geburtstages wurde er am Vorabend vom Fotografen Nadar, dem zu dieser Zeit führenden „Naßplatten-Photographen“, besucht, was als erste Fotoreportage der Geschichte gilt.
Bis zu seinem 102. Geburtstag verfasste er Artikel und nahm regelmäßig an Sitzungen der Académie des sciences teil.
1889 starb er im Alter von 102 Jahren.
Wichtige akademische Stationen im Überblick
- 1824 Direktor für Färbung an der Königlichen Gobelinmanufaktur
- 1830 Professor für Organische Chemie am Nationalmuseum für Naturgeschichte und
- 1860–1879 Direktor des Nationalmuseums für Naturgeschichte.

Bedeutende Schüler Chevreuls
- Charles Frédéric Gerhardt
- Stanislao Cannizzaro

## Wissenschaftliche Leistungen

### Indigo
Chevreul isolierte mit 20 Jahren mehrere Pflanzenfarbstoffe. Da zu dieser Zeit noch keine einfachen Trennmethoden existierten, waren seine Arbeiten mit großen Mühen verbunden.
Beim Erhitzen von Indigo konnte er im Dampf und im anschließend resublimierten Feststoff Indigo in Reinform nachweisen und entdeckte auch die reduzierte, farblose Form des Indigos.

### Chevreul-Salz
Im Jahre 1812 stellte Chevreul eine interessante gemischtvalente rötliche Kupferverbindung her, das nach ihm benannte Chevreul-Salz CuSO3·Cu2SO3·2H2O, das aktuell mit modernen Methoden weiter untersucht wird.

### Fettchemie
Im Jahr 1811 erhielt Chevreul eine Kaliumseife aus Schweinefett zur Untersuchung. Er behandelte die Seife mit Säure und konnte daraus eine saure, perlmuttfarbene Verbindung isolieren. Auf diese Weise isolierte er die ersten Fettsäuren und nannte sie acide margarique (altgriechisch μάργαρον márgaron ‚Perle‘) und acide oléique (Ölsäure). Die acide margarique (‚Margarinsäure‘) erwies sich später (Heintz, 1853) als eine Mischung aus acide stéarique (Stearinsäure) und Palmitinsäure; ein Teil ihres Names überlebte in dem vom Erfinder der „Kunstbutter“ 1869 für sein Produkt gewählten Namen Margarine-Mouriès.
Chevreul untersuchte weitere Fette wie Gänsefett, Kuhbutter, Ziegenbutter, Schafsfett, Jaguarfett und Fette der Delphine. Er kam zu der Feststellung, dass es bei Zimmertemperatur feste Fette gibt, die er stearine (gr. στέαρ stear ‚Talg‘) nannte, und flüssige Fette, von ihm élaine (gr. έλαιον elaion ‚Öl‘) genannt. Die aus dem Delphinöl isolierte Fettsäure hieß zunächst Delphinsäure, später Phokäersäure bzw. Phocensäure (Isovaleriansäure). Aus Ziegenmilch gewann er die Capronsäure (lateinisch capra ‚Ziege‘), aus der Butter die Buttersäure; das Wollwachs (Lanolin; lat. lana ‚Wolle‘) enthielt nur einen geringen Anteil Fettsäuren, daneben Lanosterin.
Dass bei der Verseifung von Fetten neben den Fettsäuren ein weiteres Nebenprodukt auftritt, hatte schon Carl Wilhelm Scheele bemerkt, es auch mit seinem Geschmackssinn untersucht und als süß empfunden. Chevreul untersuchte nun die chemische Bindung zwischen den Fettsäuren und dem süßen Stoff, den er glycérine (Glycerin; gr. γλυκύς glykýs ‚süß‘) nannte. Dabei stellte er fest, dass bei der Umsetzung von Fettsäuren mit Glycerin zu Fetten Wasser abgespalten wurde. Nach Louis Jacques Thénard nannte er die Bindung zwischen Glycerin und Fettsäuren Äther dritter Ordnung (die genaue Bindungsart der Ester war damals noch unbekannt). Chevreul hatte in seinen Arbeiten die richtigen Bindungsverhältnisse erkannt, auf denen spätere Chemiker aufbauen konnten.
Neben den Fettsäuren fand Chevreul 1815  eine fettartige Substanz, die sich nicht verseifen ließ. Er nannte es cholestérine (Cholesterin). In Walrat fand er kein Glycerin, obgleich es sich auch verseifen ließ, doch eine neutrale Substanz, die er éthal (Cetylalkohol) nannte.

### Unternehmensgründung Kerzen
Chevreul hatte gemeinsam mit Joseph Louis Gay-Lussac ein Patent zur Herstellung von Stearinsäure. Mit diesem Patent gründete er zusammen mit Gay-Lussac eine Kerzenmanufaktur in Paris. Diese neuen Kerzen auf Stearinbasis entwickelten keinen starken Ruß und auch keine giftigen Gase (Acrolein) wie die damals gebräuchlichen Talgkerzen.
Da das Unternehmen sehr klein war, blieb der geschäftliche Erfolg zunächst aus. Adolphe de Milly, ein Schüler von Chevreul, und Adolphe Motard kauften das Patent von Chevreul und gründeten eine bald sehr erfolgreiche Kerzenmanufaktur. Für Wohnräume wurden diese Kerzen eines der wichtigsten Beleuchtungsmittel. Gleiches gilt für die Verwendung bei Polarexpeditionen des 19. und frühen 20. Jahrhunderts während der dunklen Wintermonate. In Erinnerung an diese Leistung tragen die Chevreul-Kliffs in der Antarktis seinen Namen.

### Farbtheorie
Neben Newton Optics und Goethes Farbenlehre gilt das Werk von Chevreul De la Loi du Contraste Simultané des Couleurs als eines der wichtigsten Werke zur Farbtheorie. Chevreul entwickelte aus den drei Grundfarben Rot, Gelb, Blau einen Farbkreis, mit 23 Mischfarben für jede Grundfarbe, so dass ein Kreis aus 72 Farben entstand. Auch für das sukzessive Aufhellen und Abdunkeln entwickelte er Farbskalen.
- Simultaner Kontrast

Legt man zwei sehr ähnlich gefärbte Stoffe oder Papierstücke mit leichten Helligkeits- und Farbtonabweichungen direkt aneinander, so entsteht für den Betrachter ein starker Farbkontrast.
- Successiver Kontrast

Fixiert man verschiedenartige Farbflächen einzeln, wechselt die Farbfläche, so wirkt die Komplementärfarbe noch im Auge nach.
Durch das räumliche Nebeneinandersetzen von Pigmenten bestimmte er systematisch den maximalen Simultankontrast und erhielt dadurch eine Farbreihe von Gegenpaaren. Dies ist heute die Palette der Schulfarbkästen (DIN 5023). Er hatte durch seine Hauptwerke großen Einfluss auf die Entwicklung der Kunstindustrie und der modernen Malerei (u. a. Georges Seurat).

### Bedeutende Persönlichkeit
Auf dem Eiffelturm wurde sein Name als bedeutende Persönlichkeit verewigt, siehe: Die 72 Namen auf dem Eiffelturm.

## Schriften
- Recherches chimiques sur plusieurs corps gras. Cinquième mémoire. Des corps qu' on a appelés adipocire. In: Ann. chim. Band 95, (Paris) 1815, S. 5–50. (Zur Entdeckung des Cholesterins).
- Sur la présence de la cholésterine dans la bile de l'homme. In: Mém. Mus. d'Hist. Nat. Band 11, 1824. (Mit dieser Schrift prägte Chevreul den Ausdruck „Cholesterin“).
- De La Loi Du Contraste Simultané Des Couleurs, Et De L'Assortiment Des Objets Colorés. Considéré D'Après Cette Loi Dans Ses Rapports Avec La Peinture, Les Tapisseries Des Gobelins, Les Tapisseries De Beauvais Pour Meubles, Les Tapis, La Mosaïque, Les Vitraux Colorées, L'Impression Des Étoffes, L'Imprimerie, L'Enluminure, La Décoration Des Édifices, L'Habillement Et L'Horticultur. Pitois-Levrault, Paris 1839.
- Des couleurs et de leurs application aux arts industriels à l'aide des cercles chromatiques. J. B. Baillière et fils libraires, Paris 1864.